# Mein Heimatland Japan
Mein Heimatland Japan (jap. ふるさと-JAPAN-, Furusato – Japan, dt. „Heimat – Japan“) ist ein Anime-Kinofilm aus dem Jahr 2006. Er entstand unter der Regie und nach einer Idee von Akio Nishizawa beim Studio Wao World und wurde in mehrere Sprachen übersetzt. Die Handlung dreht sich um das Leben einer Gruppe von Schülern im Jahr 1956 im Nachkriegsjapan.

## Handlung
Der Grundschüler Akira Yanagisawa lebt im armen Hafen-Viertel Kiba im Osten Tokios. Sein Vater ist Tischler und fertigt Türen und Fenster, kommt jedoch mit der modernen Zeit nicht ganz mit. So verlangen seine Kunden, dass er sich endlich ein Telefon anschaffen soll. Akiras Schule ist für einige Probleme bekannt, gerade weil die meisten Kinder arm sind. In seiner Klasse ist Akira Klassensprecher und hat gute Noten. Bald kommt Shizu Miyanaga neu auf die Schule und das hübsche Mädchen, das gut singen kann, ist bald in der Klasse beliebt. Außerdem bekommt die Schule mit Rieko Sakamoto eine neue Musiklehrerin. Die will mit den Kindern an einem Gesangswettbewerb der Grundschulen teilnehmen und wählt dafür schließlich unter anderem Shizu, Akira und seinen Freund Hakase aus.
Doch in ihrer Freizeit, mit der sie nichts anzufangen wissen, gehen die Freunde Akira, Hakase, Yoshio und Teru in den Nachbarschaftsläden stehlen, unter der Anleitung des Kneipersohns Gon. Es dauert nicht lange, bis sie dabei erwischt werden und bei ihren Eltern und in der Schule Ärger bekommen. So wird von der Schule die Teilnahme am Gesangswettbewerb abgesagt. Viele Schüler und besonders Shizu sind darüber sehr traurig und auch Frau Sakamoto ist enttäuscht. Während der Ferien fährt Shizu weg und sieht kurz zuvor noch Akira, der nicht weiß wie er sich bei ihr entschuldigen soll. Während des Urlaubs kommt Shizu beim Baden ums Leben.
Die ganze Schule ist vom Tod der Schülerin geschockt. Nach einiger Zeit rappelt sich Akira auf – von Gon motiviert – den Schülern doch die Teilnahme am Wettbewerb zu ermöglichen. Er sammelt Unterschriften und schließlich gelingt es ihm, den Rektor zu überzeugen, auch weil es Shizus sehnlicher Wunsch war am Wettbewerb teilzunehmen. So nimmt die Gruppe unter Anleitung von Frau Sakamoto die Gesangsübungen auf und opfert jede freie Minute dafür. Frau Sakamoto erklärt, wie sie zum Gesang und ihrem Beruf als Lehrerin kam: Ihr Bruder starb im Zweiten Weltkrieg als Pilot. Zuvor noch schrieb er ihr, wie sehr er Japan und vor allem die japanischen Volkslieder liebe, die er beschützen wolle. Diesen Wunsch ihres Bruders wollte Frau Sakamoto nach seinem Tod als Lehrerin erfüllen. Die Schüler nehmen beim Wettbewerb außer Konkurrenz teil und es scheint ihnen, als wäre Shizu bei ihnen als sie singen. Währenddessen entscheidet sich Akiras Vater, das Samurai-Schwert der Familie zu verkaufen um sich ein Telefon anzuschaffen, auf dass sein Geschäft wieder gut läuft.

## Produktion und Veröffentlichung
Der 96 Minuten lange Film entstand beim Studio Wao World, das zum Bildungsdienstleister WAO Corporation gehört. Regie führte Akio Nishizawa, der auch das Drehbuch schrieb und die WAO Corporation leitet. Die Inspiration für den Film waren Nishizawas Begegnungen mit der Musik von Tsutomu Aragaki und Kokia. Beide produzierten auch das Abspannlied des Animes. Wie bei seinem ersten Film NITABOH wollte Nishikawa Kindern auf unterhaltsame Art Werte und japanische Kultur vermitteln. Der Animationsfilm sei dafür in besonderem Maße geeignet. Inspiration für die fiktive Handlung war außerdem Nishikawas eigene Kindheit in Kiba, wo er 1956 in die erste Klasse der Mittelschule ging. Die Geschichten um eine neue Mitschülerin und der Tod eines Klassenkameraden basieren auf wahren Begebenheiten. Das Jahr 1956 wurde außerdem gewählt, weil Japan in diesem Mitglied der Vereinten Nationen wurde und dies für einen internationalen Aufbruch des Landes stehe. Jedoch habe man in Japan seitdem den Reichtum an Tradition und Kultur verloren, so Nishikawa, und an diese in Form der japanischen Lieder wollte er den Zuschauer erinnern. Eine weitere Botschaft des Films hat er in den Tod zweier Menschen gelegt. Beide leben durch die Erinnerung ihrer Angehörigen und Freunde fort.
Das Storyboard stammt von Keiichiro Furuya und die künstlerische Leitung lag bei Tadashi Kudo. Für den Schnitt war Soshi Goto verantwortlich. Das Charakterdesign stammt von Hiroshi Kugimiya. Komponist der Filmmusik ist Makoto Kuriya und die Tonregie lag bei Yaku Shioya. Die japanischen Volks- und Kinderlieder sind Hauptthema des Films. Während sich die Musik im ersten Drittel noch zurückhält, nimmt sie dann zunehmend mehr Raum ein, bis die Lieder schließlich im Wettstreit der Kinderchöre am Ende den Film dominieren. Die Liedern werden mit dazu passenden Bildern aus dem traditionellen japanischen Alltag oder Landschaften unterlegt. Die Musik besteht neben dem Gesang aus kleineren Dixie-Stücken in Alltagsszenen, Piano- und Streichereinlagen und Orchesterstücken.
Die Premiere des Films war beim 12. Lyon Asian Film Festival im November 2006. Bereits im Oktober wurde er einem ausgewählten Publikum beim Pusan International Film Festival gezeigt. Der Anime kam dann am 7. April 2007 in die japanischen Kinos. Später wurde er ins Französische, Italienische und Chinesische übersetzt. Eine deutsche Synchronfassung erschien 2008 bei Anime Virtual.

## Synchronsprecher
Die deutsche Fassung entstand bei Elektrofilm nach einer Übersetzung von Simone Gisler.
| Rolle                     | japanischer Sprecher (Seiyū) | deutscher Sprecher |
| ------------------------- | ---------------------------- | ------------------ |
| Akira Yanagisawa          | Naoya Sekine                 | Maximilian Artajo  |
| Shizu Miyanaga            | Maika Kawaguchi              | Laura Elßel        |
| Gonji „Gon“ Abe           | Subaru Kimura                | Yoshij Grimm       |
| Rieko Sakamoto            | Sayaka Hanamura              | Julia Ziffer       |
| Yoshio Kawabata           | Seigo Kuwabara               | Jan-Nicklas Beeck  |
| Kazuteru „Teru“ Yoshimura | Tetsuya Kannami              | Adrian Kilian      |
| Hiroshi „Hakase“ Sugiura  | Kengo Kumagai                | Sami El-Sabkhawi   |
| Hikaru Goto               | Nana Takada                  |                    |
| Genji Yanagisawa          | Takaya Hashi                 |                    |
| Fukuko Yanagisawa         | Hikari Yono                  |                    |
| Reiko Yanagisawa          | Kanon Nagashima              |                    |
| Schulpräsident Ikeno      | Yasuo Iwata                  | Peter Reinhardt    |
| Vermieterin               | Sayuri Sadaoka               |                    |

## Rezeption
Auf dem Festival seiner Premiere, dem Lyon Asian Film Festival, wurde Mein Heimatland Japan mit dem ersten Preis für den Besten Animationsfilm und für den Besten Jugendfilm ausgezeichnet. Laut der deutschen Zeitschrift Animania gelang es Nishikawa, ein „durch und durch anrührendes Werk zu schaffen“. Der Anime erinnere an Die letzten Glühwürmchen von Studio Ghibli, reiche an dieses jedoch nicht heran und sei ein eigenständiges Werk. Die Charakterdesigns seien einfach, aber einprägsam und die Animationsqualität vergleichsweise gut. Der Film werde nicht von der Animation, sondern vor allem von den Schicksalen der Charaktere und der Musik getragen. Die deutsche Synchronisation werde der Vorlage gerecht. Die Fanzeitschrift Funime lobt den gut getroffenen historischen Hintergrund. In der Handlung werde die Spannung zwischen der Tradition der alten Generation und der ungestümen Jugend, die tut was sie will, deutlich – ähnlich wie im Roman Jahreszeit der Sonne aus der gleichen Zeit, der vermutlich auch einige Inspirationen geliefert habe. Die Schwächen des Films lägen in der Verbindung der Musik zu anderen japanischen Traditionen. das wirke teilweise willkürlich und gezwungen, sind doch die Lieder oft erst Anfang des 20. Jahrhunderts entstanden. Und für die Schönheit der Musik wird vor allem angebracht, dass diese traditionell japanisch sei. So wirke es, als wäre man als Japaner geradezu verpflichtet die Musik zu mögen. Solche Instrumentalisierungen und Verbindungen von Musik und Herkunftsort scheine eher eine Verunsicherung über die eigenen Werte zu Grund zu liegen.